# 三菱・4M4型エンジン
三菱・4M4型エンジンは、三菱自動車工業がSUV向けに製造された直列4気筒ディーゼルエンジンであり、2代目三菱・パジェロに初めて搭載された。4M4型は前身の4D5型を更新する為に開発されたが、現在まで同型を完全に置き換えるには至っていない。
原型の4M40型は鋳鉄製シリンダーブロックの2.8Lインタークーラーターボ。1996年に改良が行われ、1999年にはより大排気量の3.2Lエンジンが登場し、出力、トルク、燃費、排ガス濃度が改善された。

## 4M40
- エンジン形式 - 直列4気筒 SOHC
- 排気量 - 2835 cc
- 内径 - 95 mm
- 行程 - 100 mm
- 燃料 - 軽油

### インタークーラー・ターボ
・燃料装置 - 機械式分配噴射ポンプ
- 圧縮比 - 21:1
- 出力 - 92 kW (125 PS) / 4000 rpm
- トルク - 294 N·m (217 lb·ft) / 2000 rpm

- 燃料装置 - 電子制御噴射ポンプ
- 圧縮比 - 21:1
- 出力 - 103 kW (140 PS) / 4000 rpm
- トルク - 314 N·m (232 lb·ft) / 2000 rpm

### 自然吸気
- 燃料装置 - 分配噴射ポンプ
- 圧縮比 - 21:1
- 出力 - 59 kW (80 PS) / 4000 rpm
- トルク - 198 N·m (146 lb·ft) / 2000 rpm

## 4M41
- エンジン形式 - 直列4気筒 DOHC 16 valve
- 排気量 - 3200 cc
- 内径 - 98.5 mm
- 行程 - 105.0 mm
- 燃料 - 軽油

### インタークーラー・ターボ
- 燃料装置 - 電子制御式分配噴射ポンプまたはコモンレール式直接噴射
- 圧縮比 - 17:1
- 出力 - 121 kW (165 PS) / 4000 rpm
- トルク - 351 N·m (259 lb·ft) / 2000-3000 rpm

搭載車種:
- 1999-2006 三菱・パジェロ
- 2005-2011 三菱・トライトン / L200 / 三菱・ストラーダ
- 2006-2007 三菱・パジェロ (フィリピン仕様)
- 2008-2011 三菱・パジェロスポーツ / モンテロスポーツ

### 第1世代インタークーラー可変ノズルターボ
- 燃料装置 - コモンレール式直接噴射
- 圧縮比 - 17:1, 16.0:1
- 出力 - 129 kW (175 PS) / 3800 rpm
- トルク -  382 N·m (282 lb·ft) / 2000 rpm

搭載車種:
- 2006-2009 三菱／パジェロ (フィリピン仕様は現在も)

### 第2世代インタークーラー可変ノズルターボ
- 燃料装置 - コモンレール式直接噴射
- 圧縮比 - 17:1, 16.0:1
- 出力 - 147 kW (200 PS) / 3800 rpm
- トルク - 450 N·m (330 lb·ft) / 2000 rpm

搭載車種:
- 2010–2021現在 三菱・パジェロ

## 4M42
- エンジン形式 - 直列4気筒 DOHC 16 valve
- 排気量 - 2977 cc
- 内径 - 95.0 mm
- 行程 - 105.0 mm
- 燃料 - 軽油

### インタークーラー可変ノズルターボ (T1)
- 燃料装置 - コモンレール式直接噴射
- 出力 - 81 kW (110 PS) / 3200 rpm
- トルク - 255 N·m (188 lb·ft) /  1700rpm

搭載車種:
- 2005-2011 三菱ふそう・キャンター

### インタークーラー可変ノズルターボ (T2)
- 燃料装置 - コモンレール式直接噴射
- 出力 - 92 kW (125 PS) / 3200 rpm
- トルク - 294 N·m (216 lb·ft) /  1700rpm

搭載車種:
- 2005-2006 三菱ふそう・キャンター

### インタークーラー可変ノズルターボ (T3)
- 燃料装置 - コモンレール式直接噴射
- 出力 - 96 kW (131 PS) / 3200 rpm
- トルク - 294 N·m (216 lb·ft) /  1700rpm

搭載車種:
- 2006-2011 三菱ふそう・キャンター